# Preolímpico de Concacaf de 1964
El Preolímpico de Concacaf de 1964 fue el torneo clasificatorio de fútbol de América del Norte, América Central y el Caribe para los Juegos Olímpicos de Tokio 1964. 
Se disputaron 2 rondas, una preliminar y una cuadrangular que se disputó en la Ciudad de México. El país anfitrión, México, ganó el torneo y se clasificó para los Juegos Olímpicos de 1964 como único representante de la Concacaf. 

## Ronda preliminar
| Equipo 1              | Agr. | Equipo 2            | Ida | Vuelta |
| --------------------- | ---- | ------------------- | --- | ------ |
| Antillas Neerlandesas | 2-4  | Guayana Neerlandesa | 2–1 | 0–3    |

| 4 de agosto de 1963 | Antillas Neerlandesas            | 2:1 (0:0) | Guayana Neerlandesa | Estadio del Rif, Willemstad                                  |                                                              |
|                     | Albertsz 48' · Sillie 75' (pen.) |           | Watson 56'          | Asistencia: 3 000 espectadores Árbitro(s): Jośe Isabel Morán | Asistencia: 3 000 espectadores Árbitro(s): Jośe Isabel Morán |

| 13 de octubre de 1963 | Guayana Neerlandesa          | 3:0 (2:0) | Antillas Neerlandesas | Estadio Nacional, Paramaribo                               |                                                            |
|                       | Reumel 29' · Haltman 44' 75' |           |                       | Asistencia: 10 000 espectadores Árbitro(s): Benito Jackson | Asistencia: 10 000 espectadores Árbitro(s): Benito Jackson |

## Organización

### Sede
| Ciudad de México               |
| ------------------------------ |
| Estadio Olímpico Universitario |
| Capacidad: 73 000              |
|                                |

### Equipos participantes
| Equipos participantes | Equipos participantes | Equipos participantes | Equipos participantes |
| --------------------- | --------------------- | --------------------- | --------------------- |
| México                | Estados Unidos        | Guayana Neerlandesa   | Panamá                |

## Resultados
| 16 de marzo de 1964 | Guayana Neerlandesa | 1:0 (1:0) | Estados Unidos | Estadio Olímpico Universitario, Ciudad de México            |                                                             |
|                     | Kluivert 17'        |           |                | Asistencia: 10 000 espectadores Árbitro(s): Fernando Buergo | Asistencia: 10 000 espectadores Árbitro(s): Fernando Buergo |

| 16 de marzo de 1964 | México                                         | 5:1 (3:0) | Panamá    | Estadio Olímpico Universitario, Ciudad de México |                             |
|                     | Ayala 9' 42' · Escalante 37' 51' · Padilla 57' |           | Tapia 53' | Árbitro(s): Juan Soto París                      | Árbitro(s): Juan Soto París |

| 18 de marzo de 1964 | Estados Unidos                               | 4:2 (0:1) | Panamá                 | Estadio Olímpico Universitario, Ciudad de México |                             |
|                     | Schweinert 48' · Wostl 59' · Gentile 67' 83' |           | Díaz 43' · Sánchez 58' | Árbitro(s): Freddy Goedhart                      | Árbitro(s): Freddy Goedhart |

| 18 de marzo de 1964 | México                                                         | 6:0 (0:0) | Guayana Neerlandesa | Estadio Olímpico Universitario, Ciudad de México           |                                                            |
|                     | Padilla 47' 50' · Vázquez 52' · Fragoso 66' 70' · González 76' |           |                     | Asistencia: 12 000 espectadores Árbitro(s): Richard Gelner | Asistencia: 12 000 espectadores Árbitro(s): Richard Gelner |

| 20 de marzo de 1964 | México                   | 2:1 (1:0) | Estados Unidos | Estadio Olímpico Universitario, Ciudad de México              |                                                               |
|                     | Vázquez 3' · Padilla 62' |           | Gentile 54'    | Asistencia: 10 000 espectadores Árbitro(s): Aristóteles Gómez | Asistencia: 10 000 espectadores Árbitro(s): Aristóteles Gómez |

| 20 de marzo de 1964 | Panamá        | 1:6 (1:3) | Guayana Neerlandesa                                            | Estadio Olímpico Universitario, Ciudad de México |                                 |
|                     | De Gracia 35' |           | Kluivert 16' · Waterval 20' · Reumel 38' 77' · Haltman 48' 82' | Árbitro(s): Jorge Montes de Oca                  | Árbitro(s): Jorge Montes de Oca |

### Clasificación
| Equipo              | Pts. | PJ | PG | PE | PP | GF | GC | Dif |
| ------------------- | ---- | -- | -- | -- | -- | -- | -- | --- |
| México              | 6    | 3  | 3  | 0  | 0  | 13 | 2  | 11  |
| Guayana Neerlandesa | 4    | 3  | 2  | 0  | 1  | 7  | 7  | 0   |
| Estados Unidos      | 2    | 3  | 1  | 0  | 2  | 5  | 5  | 0   |
| Panamá              | 0    | 3  | 0  | 0  | 3  | 4  | 15 | -11 |

## Clasificado
| Bandera de México  |
| México             |
| Campeón 1.° título |